# Чорний ліс

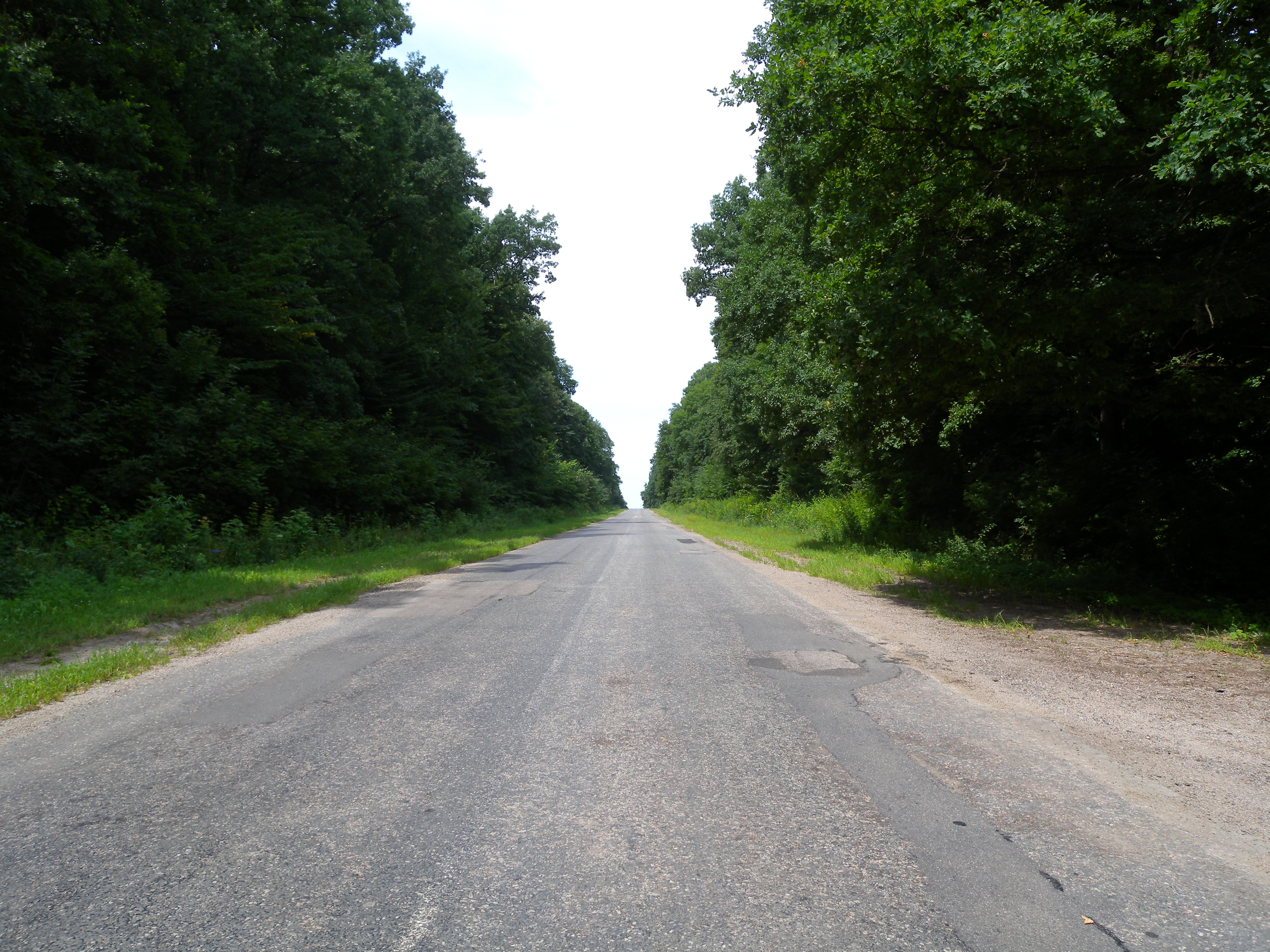
Дорога через Чорний ліс

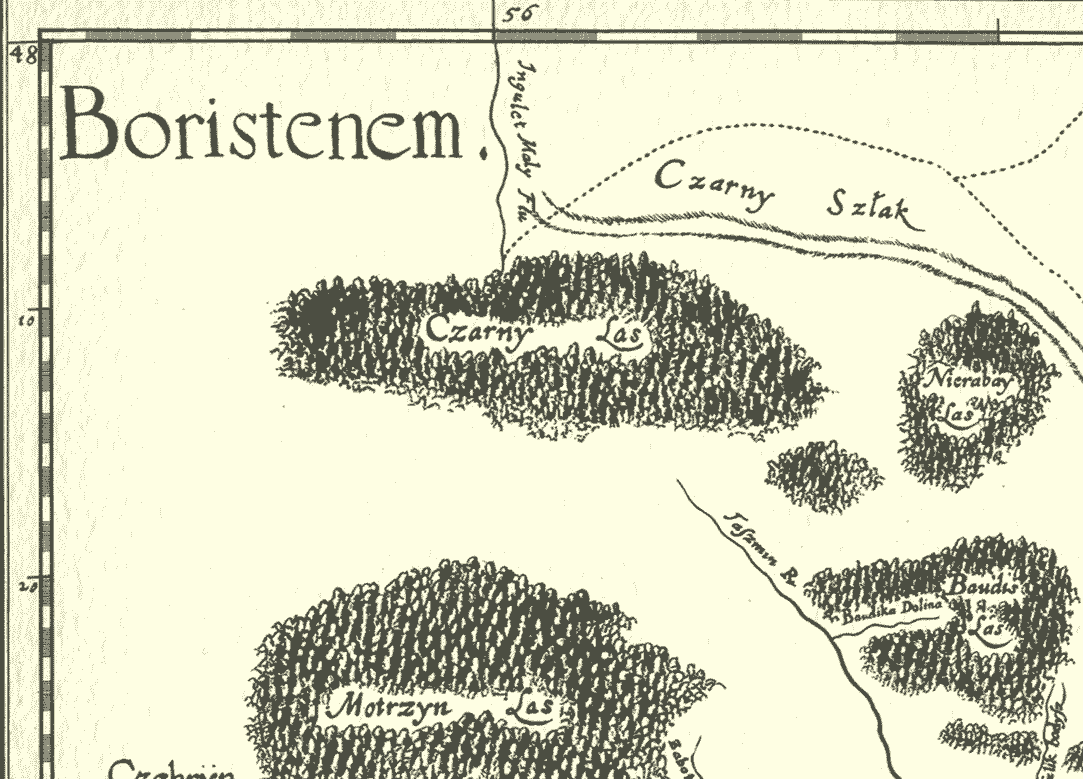
Чорний ліс на карті Боплана, 1650 р. (південь угорі)

48°46′30″ пн. ш. 32°34′30″ сх. д. / 48.77500° пн. ш. 32.57500° сх. д.
Чо́рний ліс — великий лісовий масив (близько 90 тис. га) в межах Кропивницького району Кіровоградської області.

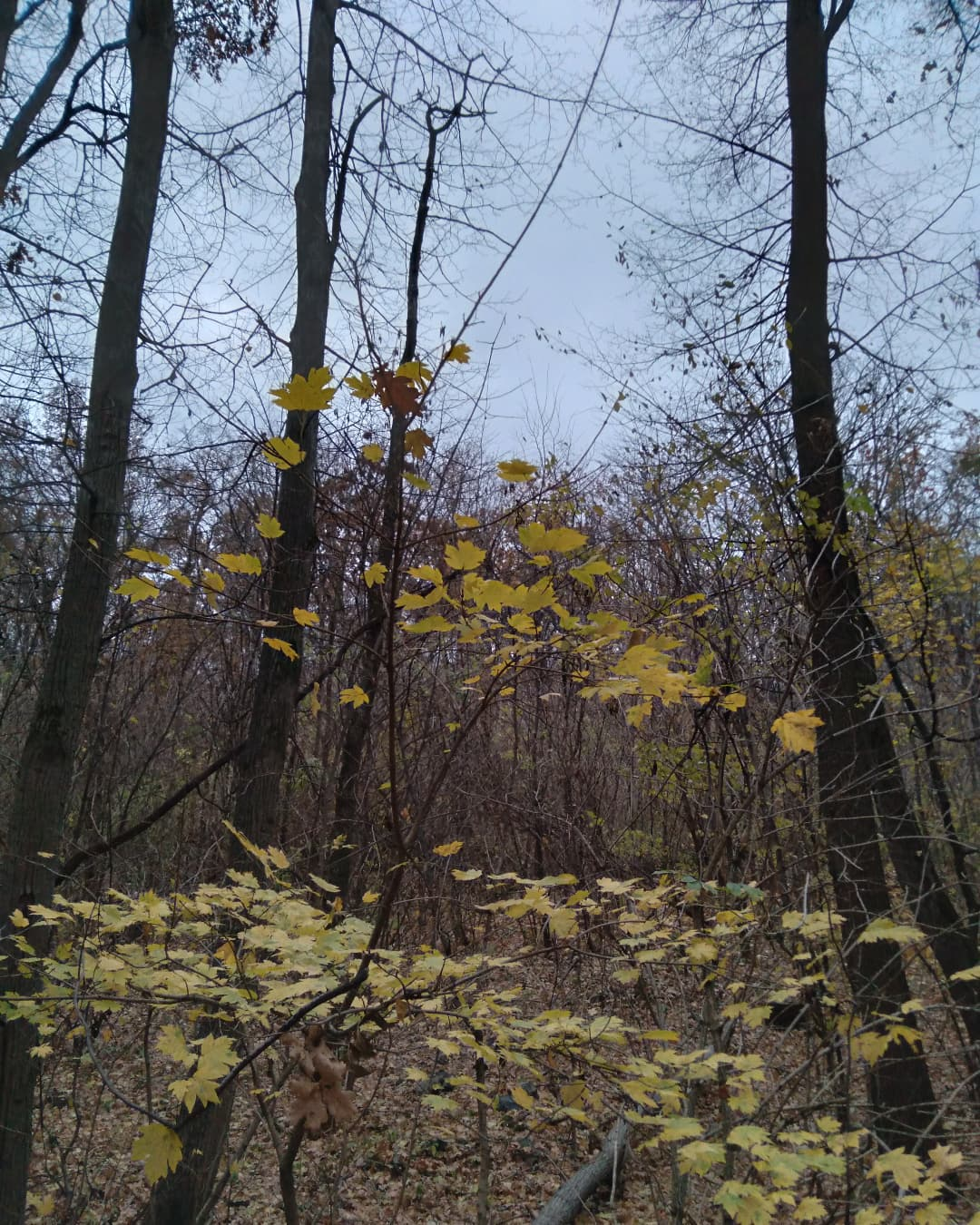
осінь 2021

Розташований на межі лісостепової та степової зони, на високому порізаному ярами плато між Інгулом та Інгульцем. Переважають грабові діброви, по узбіччях з домішками ясена і береста.
З метою охорони унікального лісового масиву у 1980 році був створений Чорноліський ландшафтний заказник.

## Болото Чорного лісу
На території Чорного лісу, на дні глибокого яру, розташоване однойменне болото, у центрі якого лежить озеро Берестувате. Болото є найпівденнішим сфагновим болотом в Україні. На території болота росте багато видів рослин, властиві більш північним районам. Походження болота й озера пов'язане з накопиченням талої води в льодовиковий і післяльодовиковий періоди.
Загальна площа болота й озера — близько 16 га. Координати — 48°46′27″ пн. ш. 32°32′39″ сх. д. / 48.77417° пн. ш. 32.54417° сх. д..

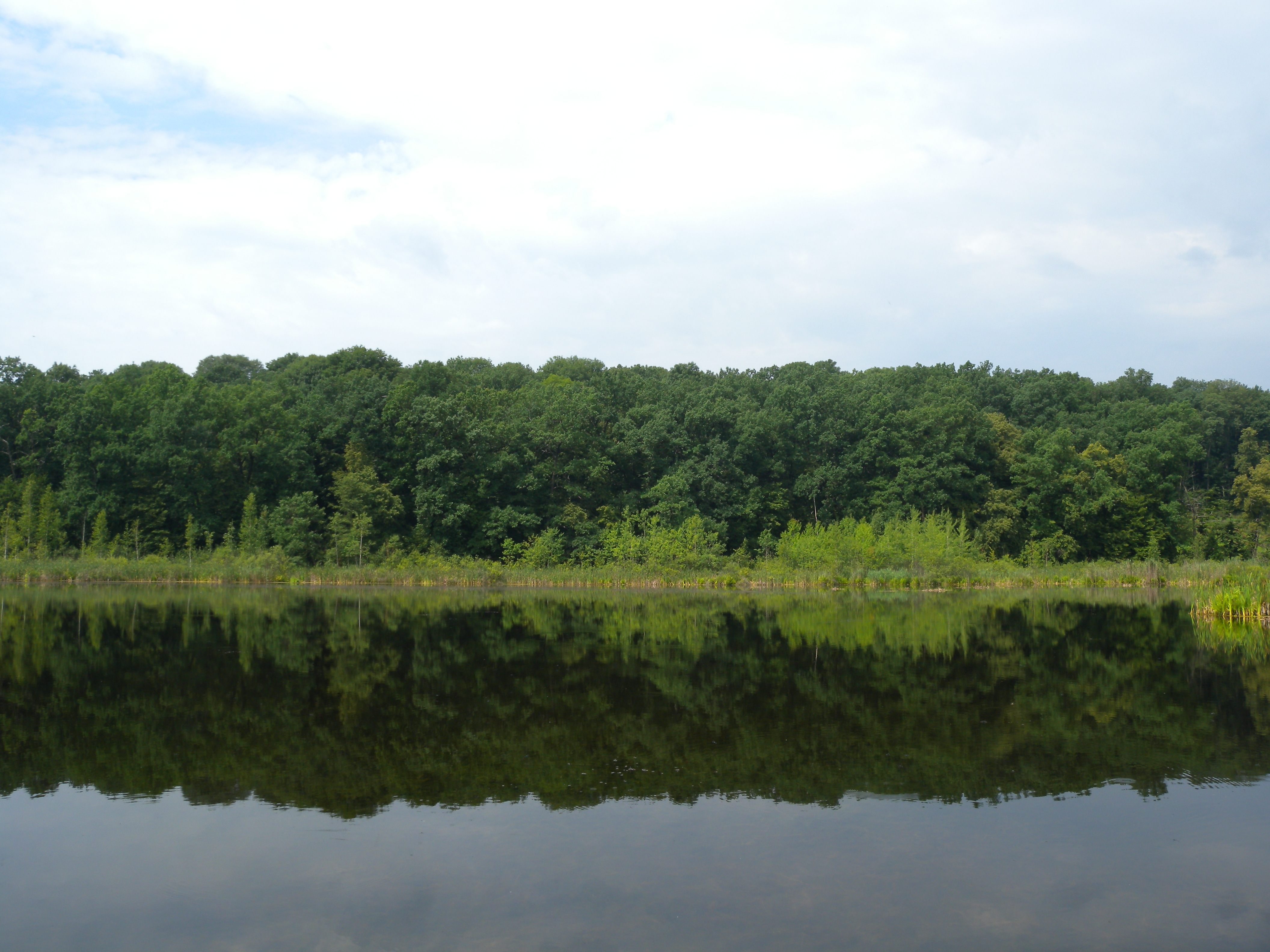
оз. Берестувате (Чорне)
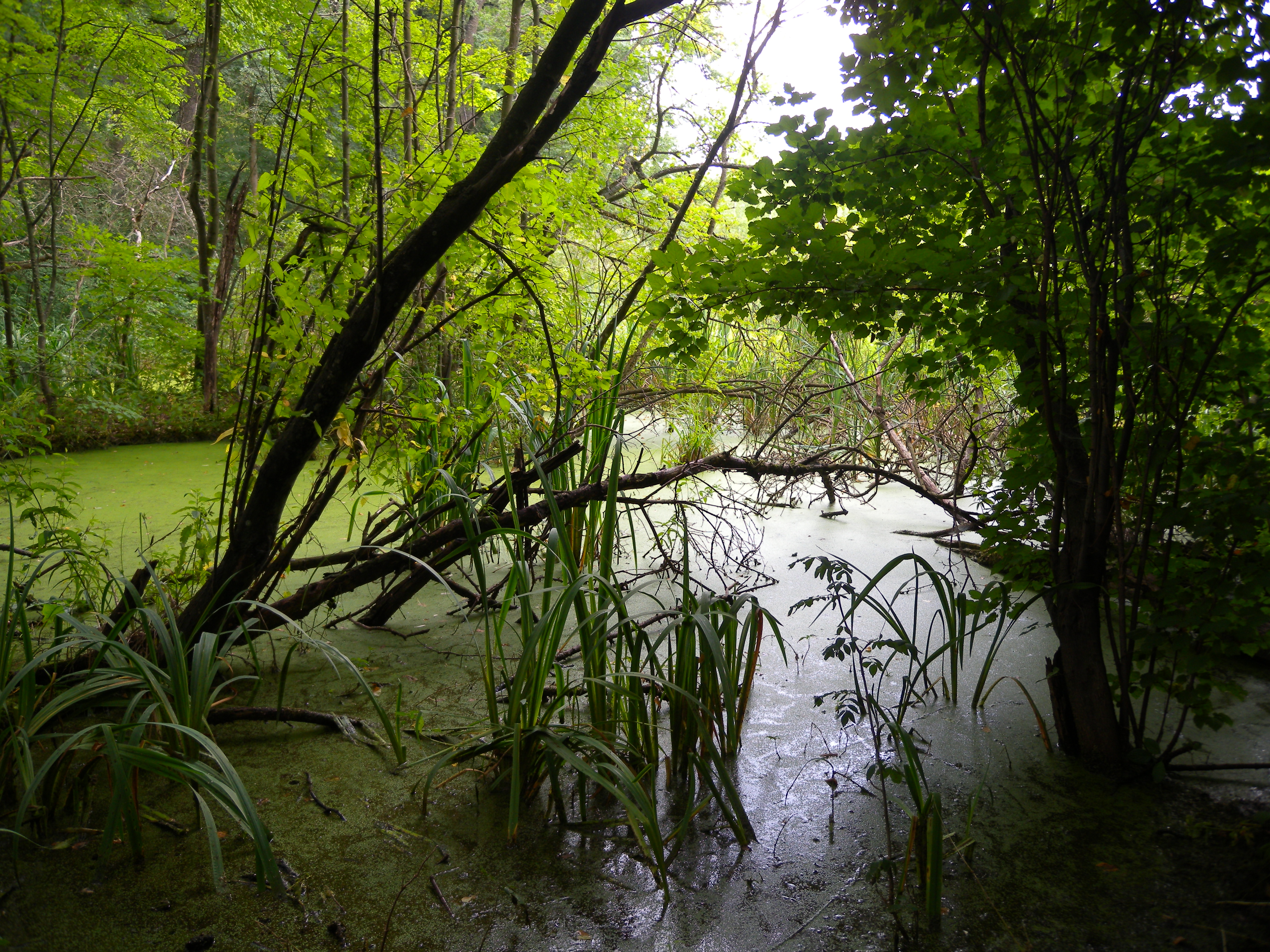
Прилеглі до озера Берестуватого заболочені ділянки
Берег озера Берестуватого (Чорного)
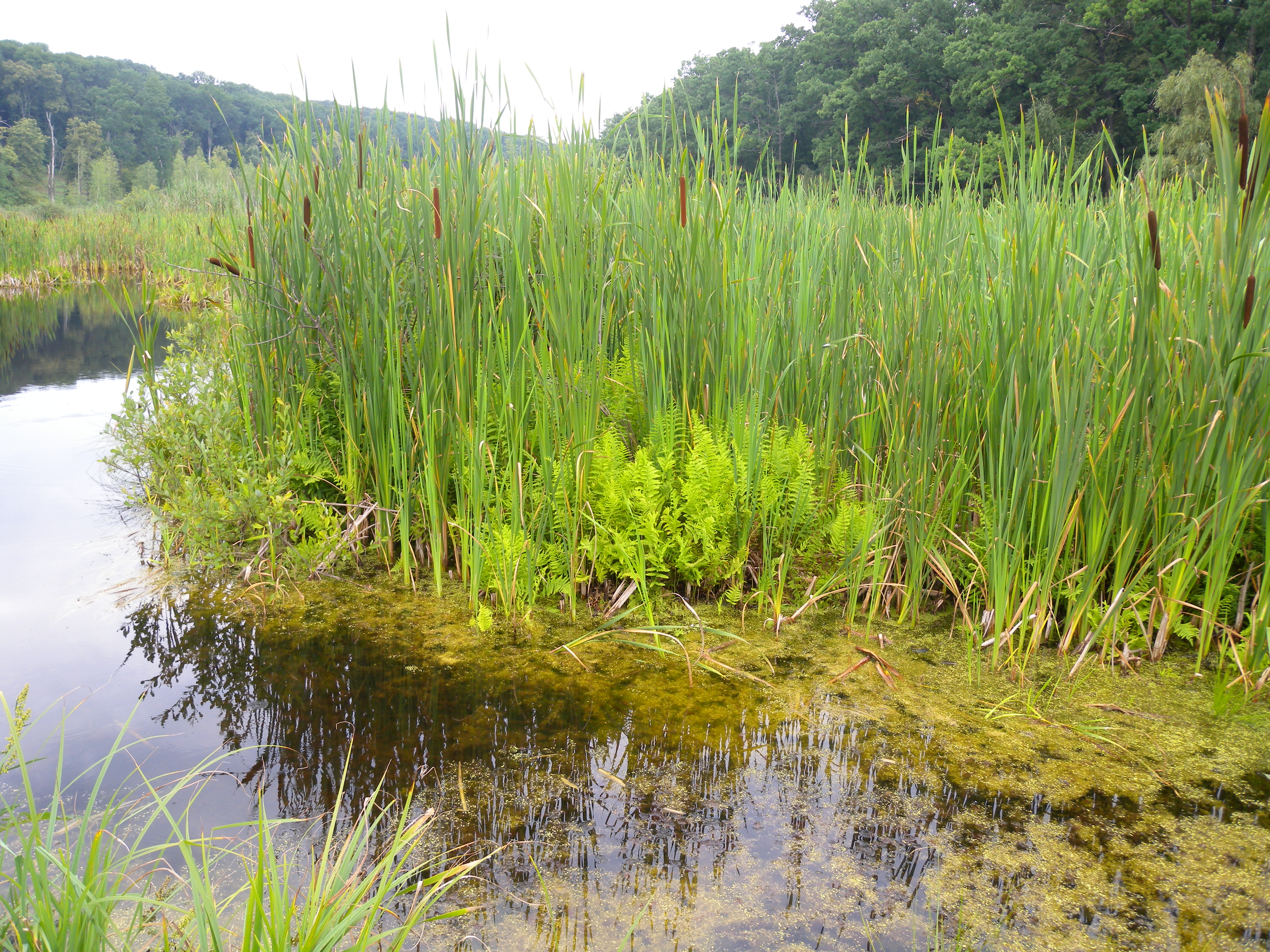
Берег озера Берестуватого
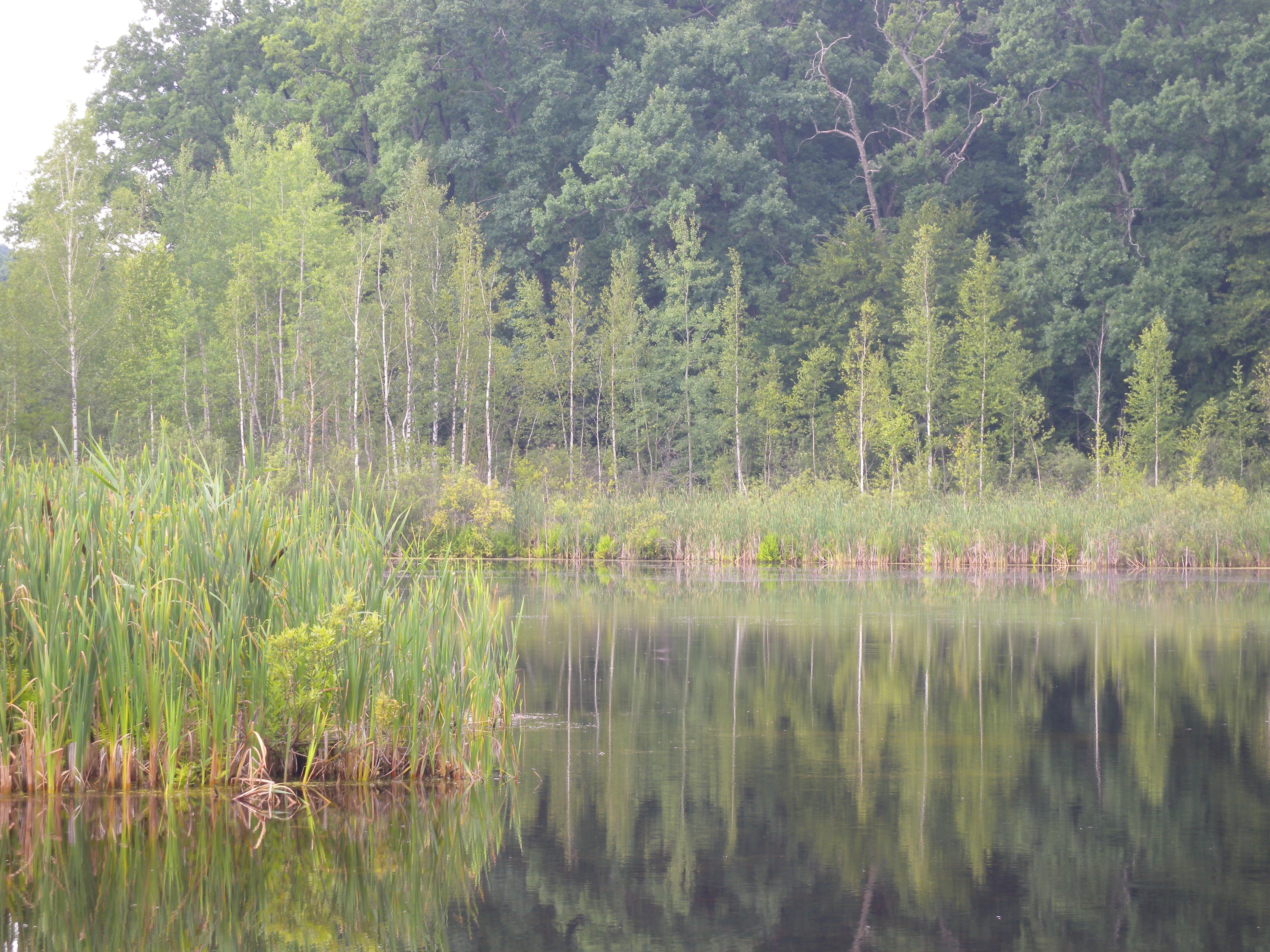
оз. Берестувате

Болото з 1975 року є гідрологічною пам'яткою природи — «Болото Чорний ліс», з охоронною площею 2 га. Пам'ятка природи належить до Богданівського лісництва (квартал 62).
У центральній частині болота трапляються сплавини (плавучі острови, що складаються з сфагнуму, очерету, теліптериса, верби та інших болотних рослин). По берегах болота ростуть верба попеляста, вільха клейка, береза пухнаста. У травостої переважає очерет звичайний і теліптерис болотний. У центральній частині трапляються вільхово-тростинно-сфагнові й сфагнові угруповання. Також у болоті на південній межі свого ареалу росте ряд бореальних видів — осока роздута (Carex rostrata), пухівка струнка (Eriophorum gracile), мохи Sphagnum teres, Sphagnum squarrosum. Трапляються росичка, мускарин тощо.
В озері Берестувате водиться лише один вид риб — карась золотистий.

## Історія
У XVIII столітті ліс входив до володінь Запорізької Січі, пізніше до Нової Сербії. Тут формувалися гайдамацькі загони, і з Чорного лісу як бази чинили напади на польські володіння.
Із кінця XVII століття протягом наступних двох століть тривало зменшення масивів Чорного лісу.
Під час національних визвольних змагань 1917—1922 років у Чорному лісі діяла повстанська республіка. Після закінчення воєнних дій почалося комплексне вивчення урочища та запровадження штучного лісорозведення.
1937 — було виділено з загального масиву заповідну ділянку площею 445,8 гектара.

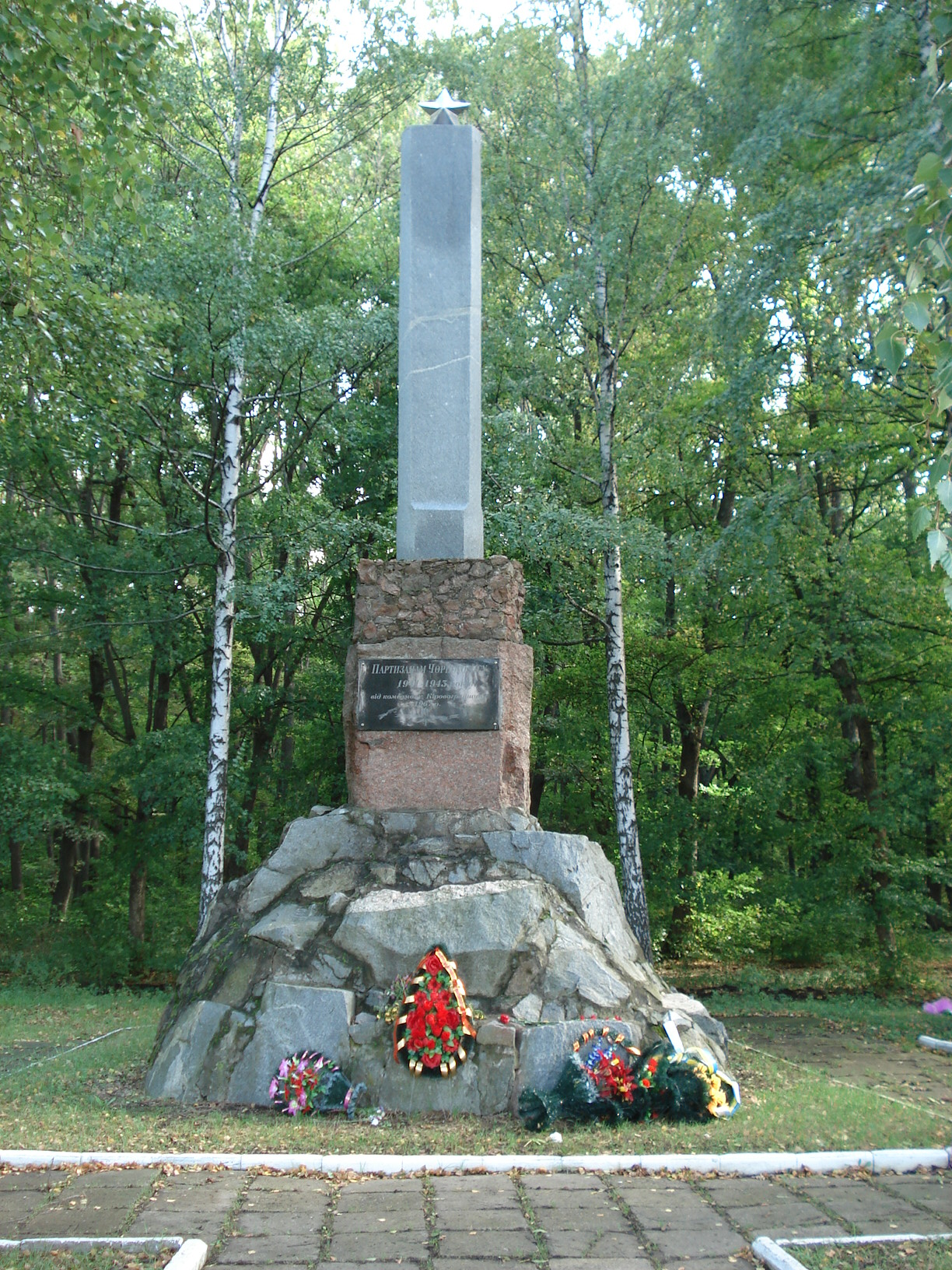
Пам'ятник на честь партизан лісу коло села Водяне

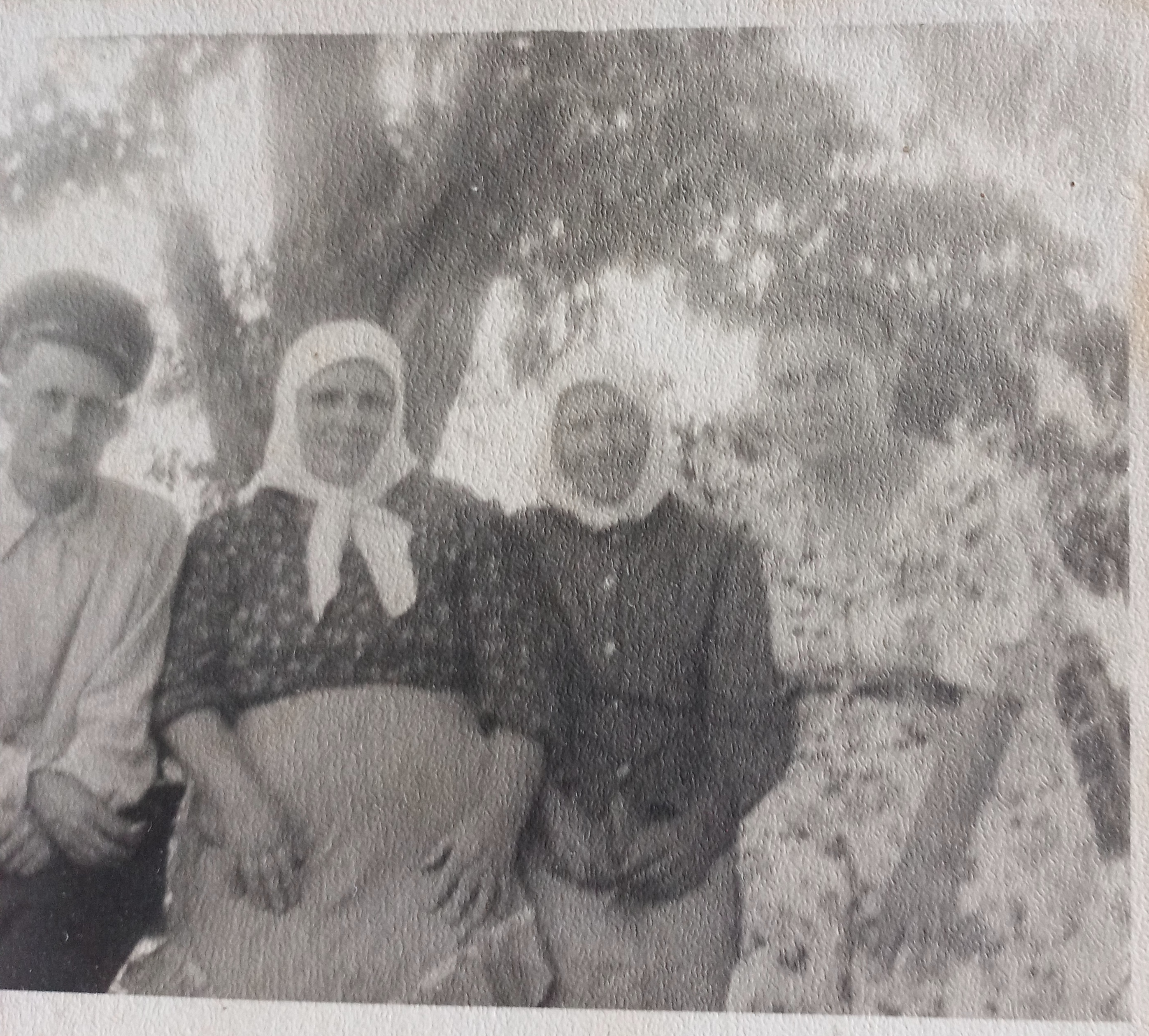
Лукія Стаченко (друга праворуч, низька) з родиною, 1955

У 1941-1944 ліс був базою бійців ОУН-УПА, за свідченнями ветеранів радянські партизани та німецькі окупанти з однаковою жорстокістю розправлялись зі сторонниками української незалежності. Жителька Новоолександрівки, Лукія Юхимівна Стаченко (1879-1973) допомагала партизанам Чорного лісу в роки окупації.
1948 — Чорний ліс внесли до категорії особливо цінних лісів і почалося його відновлення.
Постановою Ради Міністрів УРСР від 28 січня 1972 року «Про заходи по розширенню мережі державних заповідників і поліпшенню заповідної справи» передбачено створення заповідника «Чорний ліс» загальною площею 7,4 тисячі гектарів.
За Чорним лісом названо Чорноліську археологічну культуру.
Чорний ліс потрапив у перелік 7 містичних місць України .

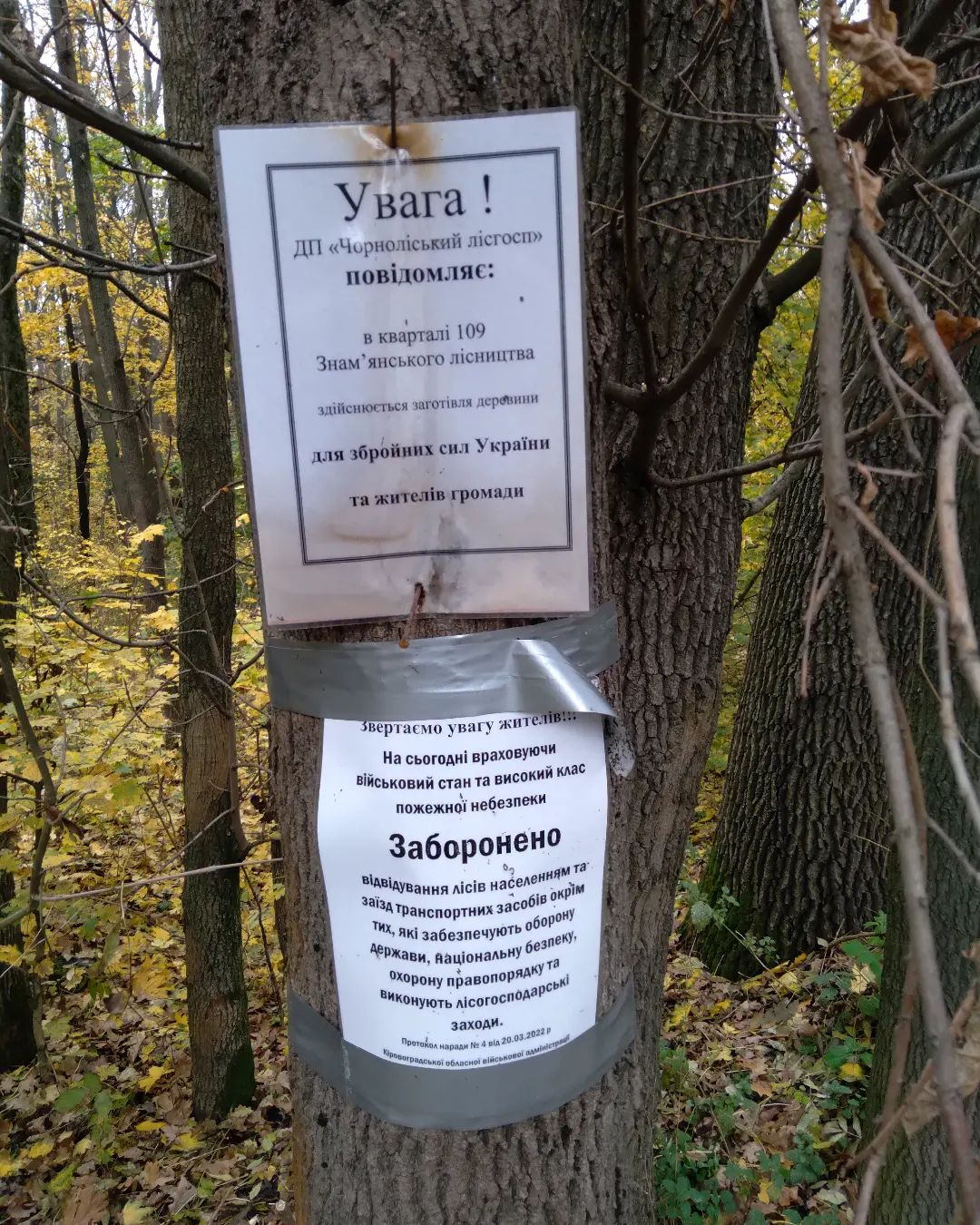
таблична на околиці: під час воєнного стану відвідування лісів заборонене, 23 жовтня 2022

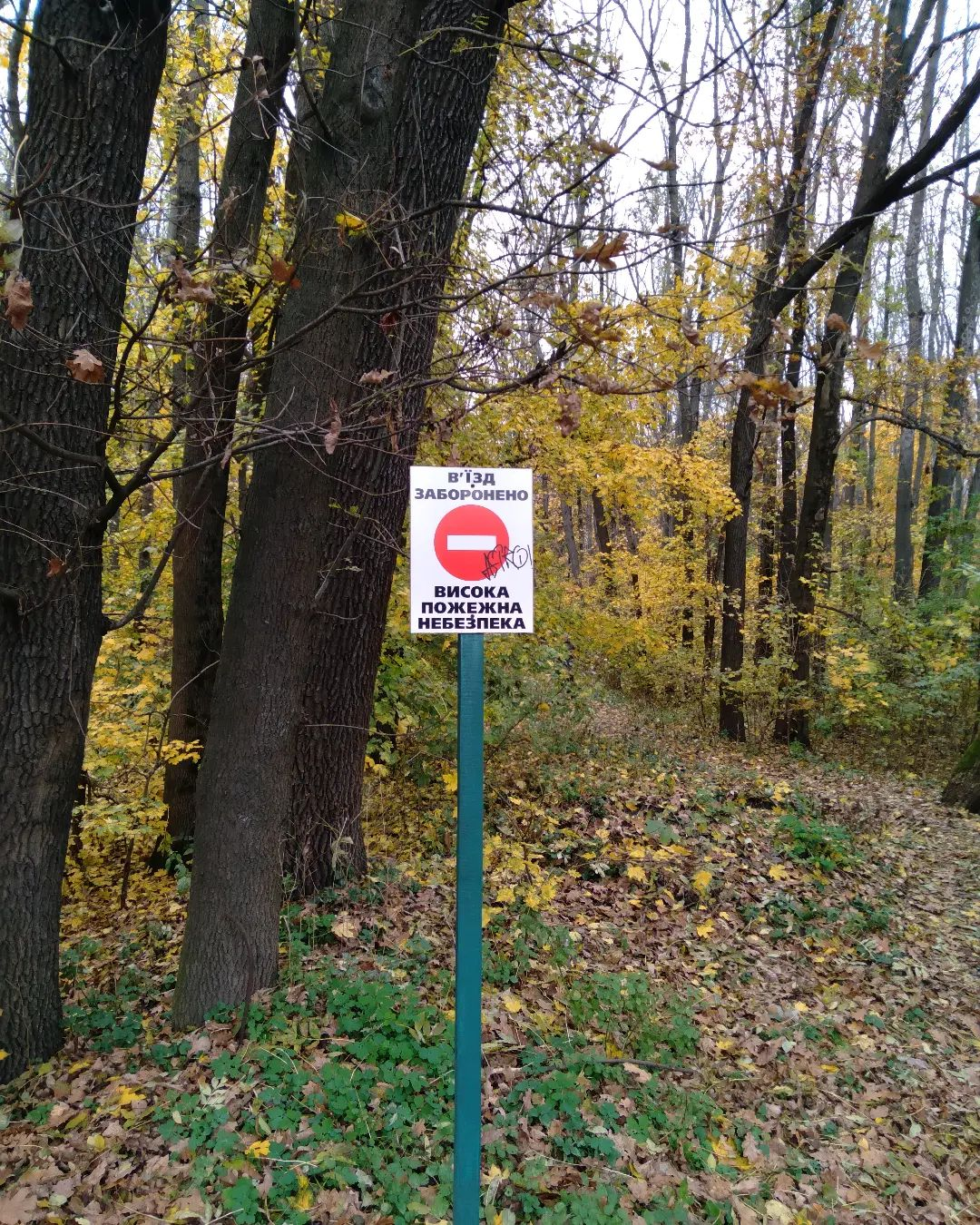
табличка на околиці лісу, 23 жовтня 2022